# Paléfato

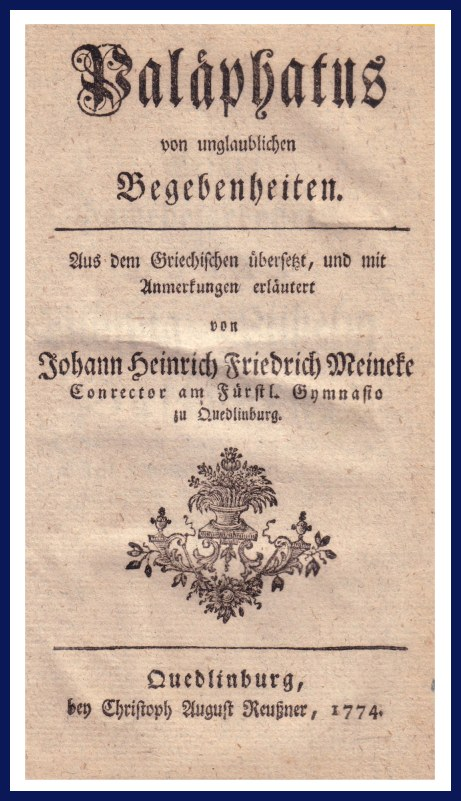
Sobre fenómenos increíbles, 1774

Paléfato (Παλαίφατος) (Atenas, siglo IV a. C.) fue un mitógrafo de la Antigua Grecia, autor de una obra denominada Sobre fenómenos increíbles (Περὶ ἀπίστων). 
Los datos biográficos de este escritor son poco seguros. La Suda menciona varios autores llamados Paléfato, de los que tres podrían estar relacionados con el autor de la obra. Hay estudiosos que postulan que los datos recogidos por la Suda de estos tres autores deben pertenecer a un único autor. Según estos datos, Paléfato habría vivido en el siglo IV a. C., habría sido discípulo de Aristóteles y su lugar de origen podría haber sido Paros, Priene, Abidos, Egipto o Atenas.
Con respecto a su obra, la Suda afirma que se componía de cinco libros, por tanto es posible que la parte que se ha conservado sea un resumen de la obra original. La obra conservada consta de 52 interpretaciones racionalistas de relatos míticos.